# Меч судьбы
«Меч судьбы» (яп. 大菩薩峠 дай-босацу тогэ,"Перевал Великого будды" 1966) — драматический фильм жанра «дзидайгэки» с участием Тосиро Мифунэ и Тацуя Накадай. Снят режиссёром Кихати Окамото. Первая часть незавершенной дилогии по роману Кайдзано Накадзато.

## Сюжет
Тацуя играет молодого, высокомерного самурая, который разработал свой собственный стиль боя. После убийства на дуэли своего друга ему приходится уйти из деревни, но смерть продолжает идти за ним по пятам. Он убивает не глядя. Придя в одну деревню, он узнаёт, что там проживает известный мастер (Мифунэ), и пытается вызвать его на дуэль. Но мастер сначала изучает сильные и слабые стороны противника и его меча, и не соглашается вступать в поединок. Однако молодой самурай вскоре теряет веру в свой меч.

## В ролях
- Тацуя Накадай — Рюноскэ Цукуэ
- Тосиро Мифунэ — Тораноскэ Симада
- Митиё Аратама — Охама
- Юдзо Каяма — Хёма Уцуки